# Myrcia portoricensis
Myrcia portoricensis là một loài thực vật có hoa trong Họ Đào kim nương. Loài này được Britton mô tả khoa học đầu tiên năm 1924.